# L'Homme qui plantait des arbres
Vous lisez un « bon article » labellisé en 2010.
Pour les articles homonymes, voir L'Homme qui plantait des arbres (homonymie).
L'Homme qui plantait des arbres est une nouvelle écrite en 1953 par l'écrivain français Jean Giono pour « faire aimer à planter des arbres », selon ses termes. Dans ce court récit, le narrateur évoque l'histoire du berger Elzéard Bouffier, qui fait revivre sa région, en Haute-Provence, entre 1913 et 1947, en plantant des arbres.
Écrite à la suite d'un concours du magazine américain Reader's Digest, la nouvelle a eu un retentissement mondial. Elle est aujourd'hui considérée comme un manifeste à part entière de la cause écologiste. En effet, le berger ne parvient pas seulement à créer une forêt : celle-ci a des conséquences sociales et économiques, qui permettent aux villages des alentours d'accueillir de nouvelles familles alors qu'ils étaient menacés de désertification. Avant même l'invention de la notion de développement durable, la nouvelle en donne ainsi une illustration poétique.
La nouvelle véhicule de nombreux messages : écologiques, humanistes, politiques. L'histoire d'Elzéard Bouffier est en effet considérée dans la littérature écologiste comme une parabole de l'action positive de l'homme sur son milieu et de l'harmonie qui peut s'ensuivre. La nouvelle est également une ode au travail, à l'opiniâtreté, à la patience, à l'humilité, et à la ruralité.
Le récit de Giono a donné lieu à un film d'animation canadien du même titre en 1987, réalisé par l'illustrateur Frédéric Back et lu par Philippe Noiret, et qui a obtenu plus de quarante prix à travers le monde.
L'Homme qui plantait des arbres est aujourd'hui reconnue comme une œuvre majeure de la littérature d'enfance et de jeunesse et elle est, à ce titre, étudiée en classe.

## Résumé

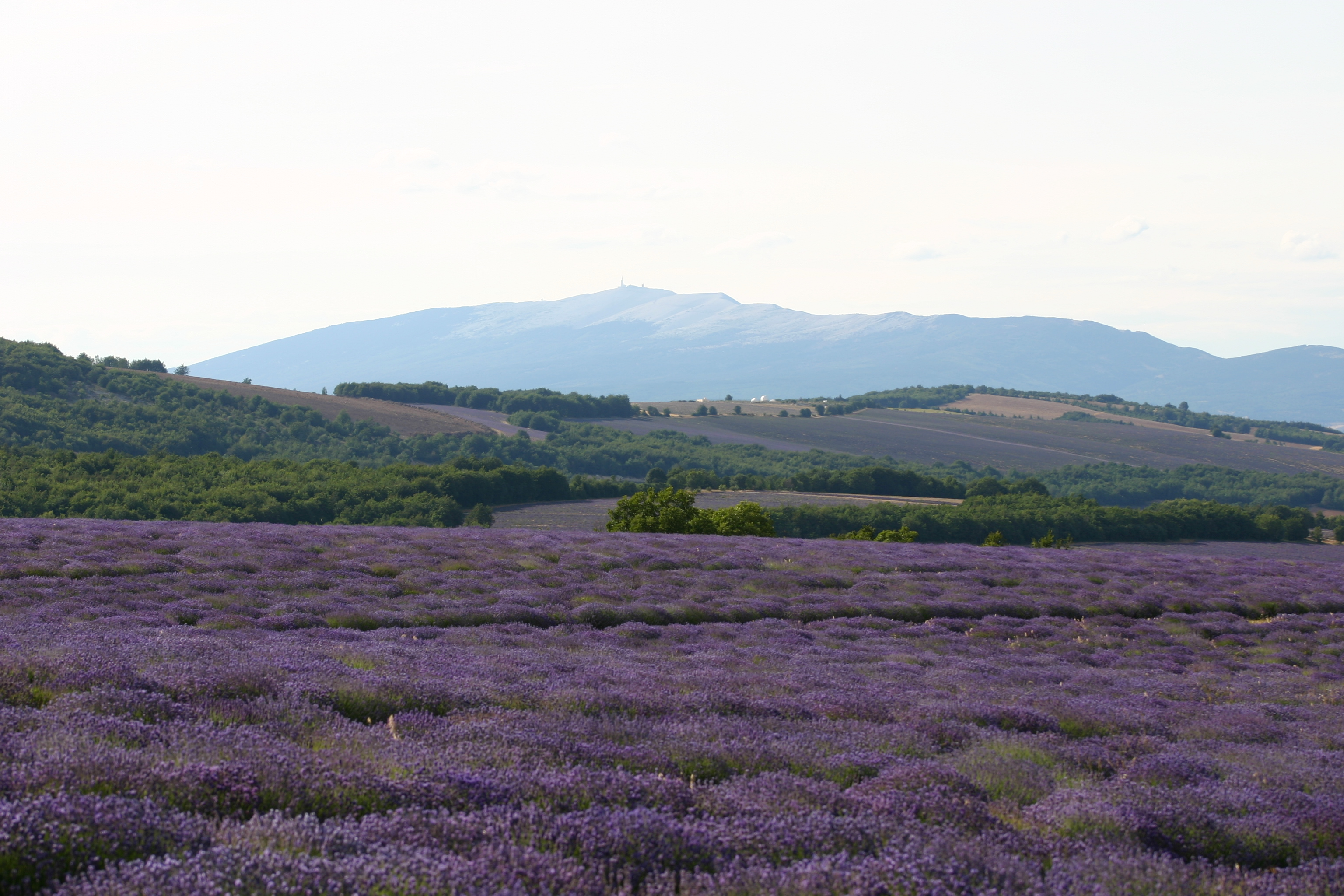
Paysage de Provence.

Le narrateur, personnage anonyme, fait une randonnée dans une contrée située entre les Alpes et la Provence, « délimitée au sud-est et au sud par le cours moyen de la Durance, entre Sisteron et Mirabeau ; au nord par le cours supérieur de la Drôme, de sa source jusqu'à Die ; à l'ouest par les plaines du Comtat Venaissin et les contreforts du Mont-Ventoux », région désertique où plus rien ne pousse excepté la lavande. Il campe alors auprès d'un « squelette de village abandonné », au milieu d'une « désolation » sans pareille, où pourtant la vie a jadis existé. Après une nuit de repos, il reprend son chemin mais manque bientôt d'eau. Il fait par chance la rencontre d'un berger silencieux nommé Elzéard Bouffier, qu'il prend, au début, pour « le tronc d'un arbre solitaire ». Celui-ci lui propose de passer la nuit chez lui. Le narrateur est impressionné par la bonne tenue de la demeure, bien construite en pierre, au toit en bon état, bien différente de l'abri précaire dont bien des bergers se contentent. Son estime à l'égard du berger augmente encore lorsqu'il constate la propreté du logis, le soin mis à entretenir, nettoyer, repriser... mais surtout combien calme et sereine est la vie de cet homme qui vit seul en compagnie de son chien et de son troupeau de moutons.
Alors que la nuit s'avance, le narrateur observe le berger occupé à examiner, classer, nettoyer puis sélectionner, « un tas de glands ». Il en choisit finalement cent, qu'il met de côté, puis va se coucher. Le lendemain, le narrateur, intrigué, demande au berger s'il lui est possible de demeurer chez lui une journée de plus. Le berger accepte puis prend la route avec son troupeau et son sac de glands. Le narrateur décide de suivre un chemin parallèle à celui du berger afin d'observer ce qu'il compte faire de ses glands. Ce dernier s'arrête enfin sur une petite clairière désertique et, à l'aide d'une « tringle de fer », fait un trou dans lequel il met un gland, puis rebouche le trou. Le narrateur comprend qu'Elzéard Bouffier plante des chênes et, ce jour-là, il en plante cent, « avec un soin extrême ». Engageant de nouveau la conversation, le narrateur apprend qu'Elzéard plante depuis trois ans des arbres : « Il en avait planté cent mille. Sur les cent mille, vingt mille était sortis. Sur ces vingt mille, il pensait encore en perdre la moitié, du fait des rongeurs ou de tout ce qu'il y a d'impossible à prévoir dans les desseins de la Providence. Restaient dix mille chênes qui allaient pousser dans cet endroit où il n'y avait rien auparavant ».
La passion de cet homme consiste donc à planter des arbres, dans une parfaite solitude. Le narrateur ne parvient cependant pas à lui donner un âge. Le berger entreprend de planter d'autres essences, parmi lesquelles des bouleaux, des hêtres et des frênes. Il entend métamorphoser la région en plantant des milliers d'hectares de surface sylvicole. Le lendemain, le narrateur quitte la compagnie du berger et l'année suivante il est appelé sur le front de la Première Guerre mondiale. Pendant quatre années passées dans les tranchées, il oublie Elzéard Bouffier et son incroyable passion. Mais, lorsqu'il décide de faire à nouveau une randonnée dans la région, le souvenir du berger silencieux lui revient.
Il retrouve le planteur, qui a changé de métier et qui est maintenant apiculteur (ses moutons étant en effet une trop grande menace pour ses plantations). Celui-ci lui fait visiter sa nouvelle forêt dont les chênes datent de 1910. La création d'Elzéard fait alors « onze kilomètres de long et trois kilomètres dans sa plus grande largeur » et impressionne le narrateur qui a le sentiment d'avoir sous ses yeux une œuvre de création divine : « Quand on se souvenait que tout était sorti des mains et de l'âme de cet homme – sans moyens techniques – on comprenait que les hommes pourraient être aussi efficaces que Dieu dans d'autres domaines que la destruction ». Le milieu a littéralement changé et, même, la reproduction des arbres se fait dorénavant toute seule, le vent aidant à disperser les graines. La transformation de la contrée s'opère si lentement que personne ne s'en aperçoit.
Dès 1920, le narrateur rend régulièrement visite au berger solitaire, il constate ainsi la propagation des arbres, en dépit de quelques infortunes. Elzéard plante même d'autres essences, comme des érables. En 1933, le berger reçoit la visite d'un garde forestier, ce qui témoigne de l'importance de la forêt ainsi constituée au fil des années. Pour accélérer son projet, Elzéard Bouffier décide de fabriquer une maison afin de vivre au milieu des arbres. En 1935, le narrateur rend visite au berger en compagnie d'un ami garde forestier, à qui il dévoile le mystère de cette « forêt naturelle ». Ce dernier jure de conserver le secret et voit en Elzéard Bouffier un homme qui a trouvé par cette activité « un fameux moyen d'être heureux ».
Pendant la Seconde Guerre mondiale, il est décidé de commercialiser le bois de la forêt, pour produire le charbon de bois qui alimentera les voitures à gazogène. Le projet avorte toutefois car la région est trop éloignée de tout circuit logistique. Le narrateur revoit une dernière fois le berger, en juin 1945. Ce dernier a alors 87 ans et il continue sa tâche de reforestation. Autour de lui, la région est revenue à la vie, notamment le village de Vergons où les habitants sont désormais plus nombreux, et surtout prospères et heureux. Ainsi, « plus de dix mille personnes doivent leur bonheur à Elzéard Bouffier ». Le narrateur a une dernière pensée pour le berger, sa générosité et son abnégation, qui font de sa réalisation « une œuvre de Dieu ». Enfin, « Elzéard Bouffier est mort paisiblement en 1947 à l'hospice de Banon »,.

## Manuscrit
L'étude génétique textuelle du manuscrit renseigne sur les choix esthétiques de Giono. Le texte a été rédigé dans la nuit du 24 au 25 février 1953, comme l'atteste le manuscrit originel. Ce dernier ne porte cependant aucun titre. C'est uniquement dans une copie dactylographiée (certainement elle-même une copie) qu'apparaît le titre « Le caractère le plus exceptionnel que j'ai rencontré », traduction-calque du libellé anglais pour l'appel de textes du Reader's Digest. Le récit occupe cinq feuillets et l'écriture est serrée, comme à l'accoutumée chez Giono. Le texte a été remanié par la suite et quelques variations sont notables.
La première version met en scène un vieux berger provençal qui, en enfonçant des glands dans le sol, a fait pousser des forêts sur une contrée déserte et stérile. Giono décide toutefois de ne pas reprendre quelques éléments du premier synopsis, à savoir que ce berger intéresse les habitants en leur parlant de la beauté des arbres et de la « chanson du vent », ou qu'il ait « lutté contre le désir d'abattre les arbres, souvent par des actions très dramatiques ». Il renonce aussi à lui faire planter des fleurs ou à élever cinq cents paons. Enfin, la mention de la ferme du berger, nommée « Silence », puis « Le Paon », est biffée sur le manuscrit. Dans cette première version, seul le prénom d'« Elzéard » apparaît, dans les dernières lignes.
Toutes les précisions géographiques, demandées par le magazine américain, ont été ajoutées dans une seconde version. Giono donne donc le nom de « Bouffier » au personnage, nom par ailleurs très courant dans la région, et il explique qu'il est décédé à Banon. Il s'agit de la seule indication toponymique réelle du texte, le village de Vergons existant mais il est trop éloigné de la contrée décrite dans le récit. Dans cette seconde version, la fin a été intégralement réécrite. À l'origine, le narrateur-voyageur rendait visite une dernière fois au berger en 1945 puis il apprenait sa mort en 1952, celle-ci étant survenue un an auparavant. Giono a ajouté une description bucolique de la contrée, revenue à la vie grâce à l'action d'Elzéard Bouffier. Alors que dans la première version le berger agit pour lui-même puisqu'il finit par contempler de sa fenêtre de l'hospice de Banon ses forêts, dans la seconde, son action vise le bonheur de tous et la régénération de la contrée.
Le manuscrit montre par conséquent une volonté de simplification et de renoncement au style lyrique. Par rapport à son expérience enfantine, Giono a amplifié la réalité. D'abord, il a agrandi la Haute Provence et a multiplié les arbres plantés. Elzéard Bouffier mentionne en effet cent mille arbres plantés en trois ans, alors que la plantation ne peut avoir lieu que deux mois par an environ.

## Genèse de la nouvelle

### Commande
C'est à la suite d'une commande du magazine américain Reader's Digest, en février 1953, sur le thème « Le personnage le plus extraordinaire que j'ai rencontré » (« The Most Unforgettable Character I've Met »), que la nouvelle naît,. Giono communique avec le magazine par l'intermédiaire de l'agence littéraire Chambrun, de New York. Il écrit un premier synopsis d'une page et attend la réponse. Il reçoit le 2 février 1953 une lettre du Reader's Digest qui lui annonce que son texte a été présélectionné. Il doit ensuite leur faire parvenir le récit en entier, avant la fin du mois.
La première version complète est écrite par Giono dans la nuit du 24 et 25 février. Le 15 avril, Jacques Chambrun transmet à Giono les remarques du magazine américain, qui ignore la notoriété de l'écrivain manosquin. Le comité de sélection exige que Giono identifie davantage le lieu de l'action et le personnage du berger, afin de convenir aux exigences du concours. Le magazine souhaite aussi que l'épilogue du récit soit optimiste et qu'il conclue sur la renaissance des villages de la contrée. Giono prend donc en compte ces directives et, le 29 mai, fait parvenir son texte modifié. Il donne le nom d'« Elzéard Bouffier » au berger et localise la bourgade par le toponyme réel de Vergons. Il y ajoute une autre précision géographique : le berger meurt à l'hospice de Banon, à cent kilomètres du Vergons réel, près de Saint-André-les-Alpes.

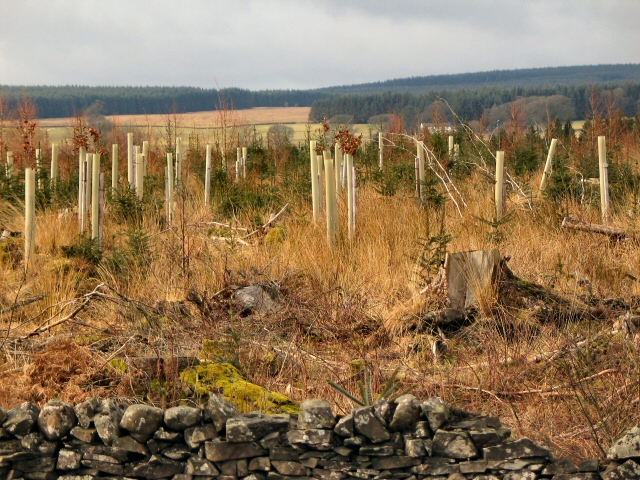
La nouvelle traite du thème de la reforestation d'une région désertique.

Le magazine ayant des doutes sur la véracité des faits rapportés par Giono dépêche un représentant français, John D. Panitza, qui enquête dans la région décrite. Ne trouvant aucune information sur Elzéard Bouffier, il rencontre Giono en juin. Ce dernier nie l'invention et donne des éléments probants à Panitza qui finit par enquêter, en vain, dans les registres de l'hôpital de Banon. Giono reçoit ensuite une lettre, le 1er décembre 1953, dans laquelle le magazine refuse son texte en raison du doute sur l'existence du personnage d'Elzéard Bouffier,. Giono étant délivré de tout contrat avec le Reader's Digest, une autre revue américaine, Vogue demande à publier le texte, ce que Giono accepte, sans demander de droits d'auteur. Le 15 mars 1954, L'homme qui plantait des arbres est publié, en anglais donc, sous le titre The Man Who Planted Hope and Grew Happiness (L'homme qui plantait l'espoir et faisait pousser le bonheur), dans Vogue. Après avoir été publiée dans Vogue, la nouvelle est éditée gratuitement à hauteur de 100 000 exemplaires aux États-Unis.

### Succès et traductions
La nouvelle est ensuite publiée dans d'autres revues, et en particulier dans des revues écologiques de langue anglaise d'abord. Selon Giono, ce succès aux États-Unis peut s'expliquer par le fait que son personnage de berger rappelle aux Américains leur propre héros national, John Chapman surnommé Johnny Appleseed, « l'homme aux pommiers ». Le texte est publié dans Trees and Life de l'été 1956, à Londres, puis dans Forest, The Trout et Resurgence. Des revues de langue allemande, Vendepunkt (Zurich) et Oekjournal Garten und Landschaft, la font ensuite paraître. Une édition italienne paraît en 1958, sous le titre L'Uomo che piantò la speranza e crebbe la felicità. L'association américaine Friends of Nature en réalise une brochure en 1966, préfacée par le sénateur Gaylord Nelson. Le magazine Vogue publie de nouveau le texte dans son volume anthologique The World in Vogue de 1963.
Le texte apparaît ensuite dans des revues françaises. Sa première publication en langue française, sous le titre L'Homme qui plantait des arbres a lieu dans la Revue Forestière Française, en 1973 (no 6). C'est Aline Giono, la fille de l'écrivain, qui lui a donné ce titre, sur les indications verbales de son père. Le texte est publié par la suite dans Le Sauvage (no 15/16) de juillet 1974, mais aussi dans Centre Midi Magazine (décembre 1974). Le Bulletin de l'Association des amis de Jean Giono de Manosque publie le texte dans son no 5 de printemps-été 1975, accompagné de deux chroniques de Giono consacrées aux arbres, et de l'article de sa fille quant à la genèse de la nouvelle. C'est cet article qui va révéler le caractère fictif du texte, mettant ainsi au jour les manipulations de Giono pour laisser persister le mystère.
En dépit de la volonté de Giono de mettre le texte dans le domaine public, de nombreux éditeurs étrangers l'ont traduit et commercialisé dans le monde entier. D'après Giono, la nouvelle a ainsi été traduite en au moins douze langues, notamment en danois, finlandais, suédois, norvégien, anglais, allemand, russe, hongrois, espagnol, italien, yiddish, polonais . En 1977, note Pierre Citron, la nouvelle a été plagiée, sous copyright, en anglais, par Jesse Free. De même, des mouvements sectaires s'en sont emparés. En France, le texte apparaît dans la brochure intitulée « Changer le monde » éditée par « Les Enfants de Dieu ». Jacques Chabot parle d'un « succès quantitatif », car c'est l'ouvrage de Giono le plus traduit et le plus médiatisé. Il s'agit de l'un des rares textes de Giono à avoir paru d'abord en traduction (en anglais d'abord). Cependant, rien ne prouve que les langues citées par Giono dans sa lettre au conservateur des Eaux et Forêts de Digne, monsieur Valdeyron, en 1957, sont exactesA ce jour, le texte a été traduit dans une cinquantaine de langues.
Alors que Giono ne la destinait pas en ce sens, la nouvelle a été rapidement considérée comme appartenant à la littérature de jeunesse.

## Place de la nouvelle dans l'œuvre de Giono

### Thème de la plantation d'arbres
Jean Giono, écrivain et cinéaste, a grandi en Provence, à Manosque, qu'il ne quitte qu'épisodiquement. Il décrit dans ses nouvelles et ses romans la population, les paysages et la vie provençaux. Son rapport avec l'environnement, son passé, sa participation en tant qu'appelé durant la Première Guerre mondiale, ainsi que l'exode rural dont il a été témoin dans l'arrière-pays provençal, l'ont conduit à cette œuvre humaniste et écologiste. Le berger Elzéard Bouffier est certainement un mélange entre la figure parentale de Giono et celle, typique, du « berger du Contadour ». Selon Pierre Citron, avec L'Homme qui plantait des arbres, Giono a écrit « un de ses rares récits qui soit intégralement optimiste et moral d'un bout à l'autre ».
Cette nouvelle correspond pourtant à un amour réel des plantations d'arbres. Le thème existe en effet depuis longtemps dans l'œuvre de Giono. Ainsi, il apparaît dans Sur un galet de mer (dès 1923), puis dans Manosque-des-plateaux (1930), dans Que ma joie demeure (1935) et dans Les Vraies Richesses (1942). Le motif se retrouve également dans Que ma joie demeure, lorsque le personnage de Bobi suggère de planter des amandiers rouges et des haies d'aubépines. Il fait ensuite une allusion à Jourdan concernant la plantation de chênes. Dans Les Vraies Richesses, Giono évoque les « gestes premiers » de la civilisation, au nombre de trois, dont la plantation d'arbres. Enfin dans Le Hussard sur le toit Angelo se demande si son action est plus patriote que celle du berger solitaire qui plante des glands, seul, en compagnie de ses bêtes.
L'écrivain évoque également cette passion dans deux chroniques de 1962, publiées dans Le Dauphiné libéré (la publication est posthume et est le fait d'Aline Giono). Giono y répond à un correspondant non identifié, qui lui signale que, selon lui, planter des arbres est « une activité de riches ». L'écrivain manosquin répond qu'étant enfant, et malgré la pauvreté du ménage parental, il accompagnait son père dans les collines et plantait des glands.
Enfin, il existe une nouvelle du recueil Solitude de la pitié (1932) intitulée « Jofroi de la Maussan » qui narre une intrigue inverse à celle de L'Homme qui plantait des arbres. Le personnage, un berger de Maussa, est attaché à ses arbres qu'il doit vendre. Cependant, il ne se résout pas à ce que l'acheteur les déracine. Il s'y oppose mais finit par décéder.

### Analyse de la nouvelle
Avec L'Homme qui plantait des arbres, Giono acquiert une posture résolument optimiste. Fable naïve pour certains, la nouvelle présente une conception écologiste assumée, qui contraste avec ses œuvres antérieures, dominées par la figure du dieu Pan. Il retrouve l'unité du cosmos, à travers les thèmes de la régénération naturelle et de la créativité humaine bienveillante. Les thèmes de la patience devant la nature (« Mais la transformation s'opérait si lentement qu'elle entrait dans l'habitude sans provoquer d'étonnement. »), des cycles des saisons (« Le vent aussi dispersait certaines graines. En même temps que l'eau réapparaissaient les saules, les osiers, les prés, les jardins, les fleurs et une certaine raison de vivre. »), du regard (« Il avait suivi son idée, et les hêtres qui m'arrivaient aux épaules, répandus à perte de vue, en témoignaient. ») et du silence (« J'étais littéralement privé de parole et, comme lui ne parlait pas, nous passâmes tout le jour en silence à nous promener dans sa forêt. ») sont des thèmes écologiques. La nouvelle présente donc une conception de l'unité du cosmos, et la contrée revivifiée par l'action d'Elzéard Bouffier ressemble à un vaste locus amoenus, c'est-à-dire à un lieu idyllique traditionnel de la littérature.
La symbolique de l'arbre, récurrente chez Giono, est liée à celle de l'ascension céleste, spirituelle, comme le rappelle Christian Morzewski. Selon Jean-Pierre Jossua, la nouvelle témoigne du « second Giono », celui d'après 1929. En effet les nouvelles et romans du « cycle de Pan » dépeignent une nature mythologisée et qui fait face à l'homme de manière violente. Dans L'Homme qui plantait des arbres, au contraire, Giono décrit une communion avec la nature qui s'apparente à une « symbiose » au moyen de laquelle se forme un « homme exemplaire par sa voyance et sa pureté », comme le représente Elzéard Bouffier. Cette communion avec la nature est alors « démythologisée » et « n'est plus qu'immanente, sans perception sacrale, et elle reçoit la réponse d'une soumission constante, à la fois confiance et obéissance ». L'arbre chez Giono est surtout, pour Anne Machu-Antoine, « le lien entre les différents étages de la création, entre la terre et l'air, le dessous et le dessus, le clos et l'ouvert, la vie ample et l'existence sourde ».

### Un récit à part dans l'univers de Giono
Selon Jacques Chabot, les divergences thématiques et esthétiques ne permettent pas de faire de la nouvelle un texte écrit dans la continuité des autres. Giono l'a en effet écrit sur commande, sans le rattacher à son univers, dominé par l'apocalypse et la révolte de la nature. Contrairement au personnage de Langlois, Elzéard Bouffier n'est pas assimilé à un arbre en train de pousser ; il se contente de planter, ce qui montre un changement dans la représentation de Giono selon Chabot. De même, en comparaison des personnages habituels de Giono, Elzéard n'est qu'une sorte de garde champêtre banal, qui ne crée pas de légendes. Enfin, il plante des arbres (au pluriel précise Jacques Chabot) alors que, d'habitude, ses personnages sont dépeints comme des hommes-arbre.
Chabot considère que les lecteurs qui voient en Elzéard, en le détachant du contexte de l'univers gionien, un héros écologique, commettent une erreur de lecture. Selon lui, le personnage a échappé à son créateur, comme Don Juan échappa à Tirso de Molina. Cette nouvelle témoigne de ce qu'est Giono lorsqu'il n'est pas lui-même, mais bien-pensant et L'Homme qui plantait des arbres est un parfaite synthèse de la morale et de la pensée de Giono « quand il n'est pas Giono le songeur d'apocalypses mais un produit de l'idéologie de son temps » ; « il pense alors contre sa nature profonde ». Elzéard n'est donc pas un héros mais un « monsieur tout le monde », et son succès médiatique est révélateur d'une époque qui manque de figures mythiques et qui s'en crée une de toutes pièces ; en conséquence, cette nouvelle est « un exemplaire de la dégradation du mythe » littéraire. Il remarque que la seconde partie du roman Regain (qui pourrait s'appeler d'ailleurs « l'homme qui plantait du blé ») a connu un destin similaire.
En comparaison à d'autres écrits, l'univers représenté dans la nouvelle est unique au sein de la production de Giono. Ainsi, dans Colline, la forêt est terrible, c'est la « selva oscura », alors que dans L'Homme qui plantait des arbres elle est bucolique. De même, dans Le Chant du monde, l'intrigue est très sexualisée, alors qu'il n'y a aucune allusion sexuelle dans la nouvelle. Enfin, la nouvelle est à rapprocher d'un autre récit de commande de Giono, publié en 1949, cette fois directement destiné aux enfants : Le Petit Garçon qui avait envie d'espace, et de nouvelles regroupées dans les recueils Les Trois Arbres de Palzem, Les Récits de la demi-brigade et La Chasse au bonheur.

## Réception et interprétations

### «Mythe Elzéard Bouffier»

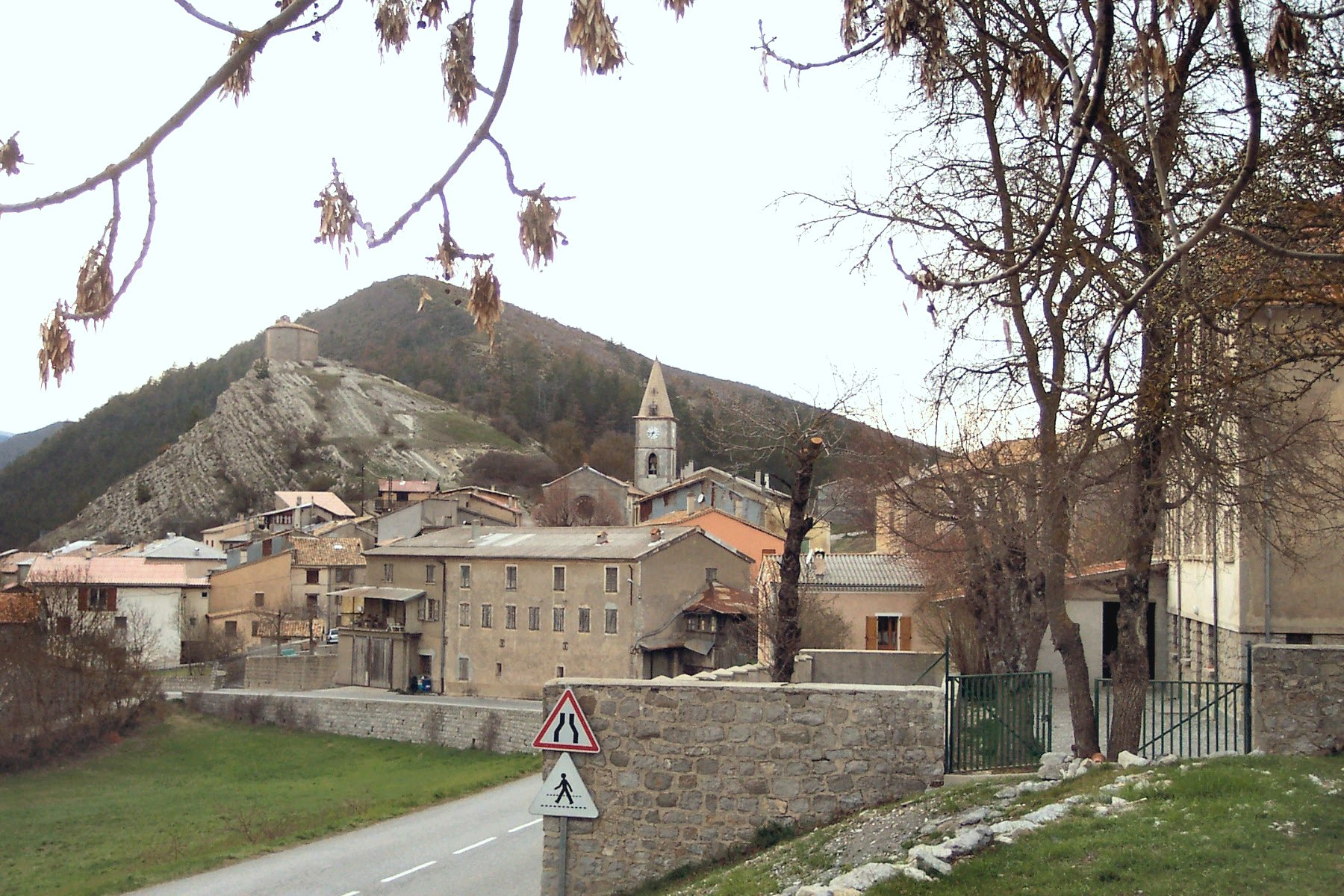
Le village de Vergons est cité dans la nouvelle.

Giono a consciemment entretenu le mythe quant à l'existence d'Elzéard Bouffier et de son œuvre sylvicole. Ainsi, lorsque l'Office national des forêts vient l'interroger en 1968, il dément avoir créé un personnage de fiction. La même année, il fait parvenir à un éditeur allemand, Urachhaus (de Stuttgart) un prétendu portrait photographique du berger, issu de sa collection personnelle de portraits provençaux,. L'éditeur voulait en effet publier une biographie d'Elzéard Bouffier accompagnée d'une photographie pour un volume anthologique intitulé Im Zeichen der Menschlichkeit (« Sous le signe de l'humanité »). Le cliché est ensuite transmis à Friends of Nature qui en illustre sa brochure.
En décembre 1982 le magazine Harrowsmith Country Life publie le texte intégral. Beaucoup de lecteurs nord-américains en ont été touchés et ont même planté des arbres. Une Québécoise, Madame Beverley von Baeyer, a enquêté à Banon, à la recherche de la tombe d'Elzéard Bouffier puisque, selon Giono, il y a été enterré en 1947. Le magazine Harrowsmith publie également le récit de Beverley von Baeyer en conclusion duquel elle explique avoir appris que Giono est un romancier, et que, donc, le personnage d'Elzéard est fictif. Une université sud-américaine a sollicité Pierre Citron quant à la véracité d'Elzéard Bouffier en 1977, preuve selon ce dernier que le mythe continue. Il existe une rue « Elzéard Bouffier » à Banon.
Marcel Neveux parle ainsi du « mythe d'Elzéar Bouffier» alors que Jacques Chabot évoque lui un « phénomène Elzéar Bouffier » car il s'agit avant tout d'un succès commercial, loin du monde littéraire de Giono. Le thème n'est pourtant pas de son invention puisqu'un projet de reboisement existe dès 1880 en Provence.
Ce n'est que le 27 mai 1957, dans une lettre, que Giono dévoile sa mystification et explique son choix d'écriture, mais celle-ci ne sera rendue publique par l'Association des Amis de Jean Giono qu'en 1975 :

« Cher Monsieur,
Navré de vous décevoir, mais Elzéard Bouffier est un personnage inventé. Le but était de faire aimer l'arbre ou plus exactement « faire aimer à planter des arbres » (ce qui est depuis toujours une de mes idées les plus chères). Or, si j'en juge par le résultat, le but a été atteint par ce personnage imaginaire. Le texte que vous avez lu dans Trees and Life a été traduit en danois, finlandais, suédois, norvégien, anglais, allemand, russe, tchécoslovaque, hongrois, espagnol, italien, yiddish, polonais. J'ai donné mes droits gratuitement pour toutes les reproductions. Un Américain est venu me voir dernièrement pour me demander l'autorisation de faire tirer ce texte à 100 000 exemplaires pour les répandre gratuitement en Amérique (ce que j'ai bien entendu accepté). L'université de Zagreb en fait une traduction en yougoslave. C'est un de mes textes dont je suis le plus fier. Il ne me rapporte pas un centime et c'est pourquoi il accomplit ce pour quoi il a été écrit.
J'aimerais vous rencontrer, s'il vous est possible, pour parler précisément de l'utilisation pratique de ce texte. Je crois qu'il est temps qu'on fasse une « politique de l'arbre » bien que le mot politique semble bien mal adapté. »

— Lettre au conservateur des Eaux et Forêts de Digne, Monsieur Valdeyron

### Parabole humaniste
La nouvelle de Jean Giono véhicule plusieurs significations. Le lecteur peut d'abord y voir un sens humaniste. Sa dimension parabolique et allégorique a d'ailleurs été mentionnée par Pierre Citron et Robert Ricatte, deux spécialistes de Giono. Pour le premier, la morale serait que « l'altruisme est atteint à travers l'individualisme » et de ce point de vue Elzéard serait la figure de l'artiste. Le récit ressemble d'ailleurs à une fable de La Fontaine,, avec une moralité.
Le personnage d'Elzéard représenterait par ailleurs plusieurs traits éthiques, comme la vertu du silence et l'abnégation dans le travail solitaire, seules conditions de succès, mais aussi l'amour et la communion avec la nature, jusqu'à la mort. En revanche, pour Jacques Chabot, L'Homme qui plantait des arbres est « une parabole esthétique » et Elzéard est le poète qui répand la culture (à travers la symbolique du semeur de glands, qui précède celle du semeur de blé dans l'histoire paléolithique précise-t-il) ; c'est en somme un « anti-Oppenheimer ».

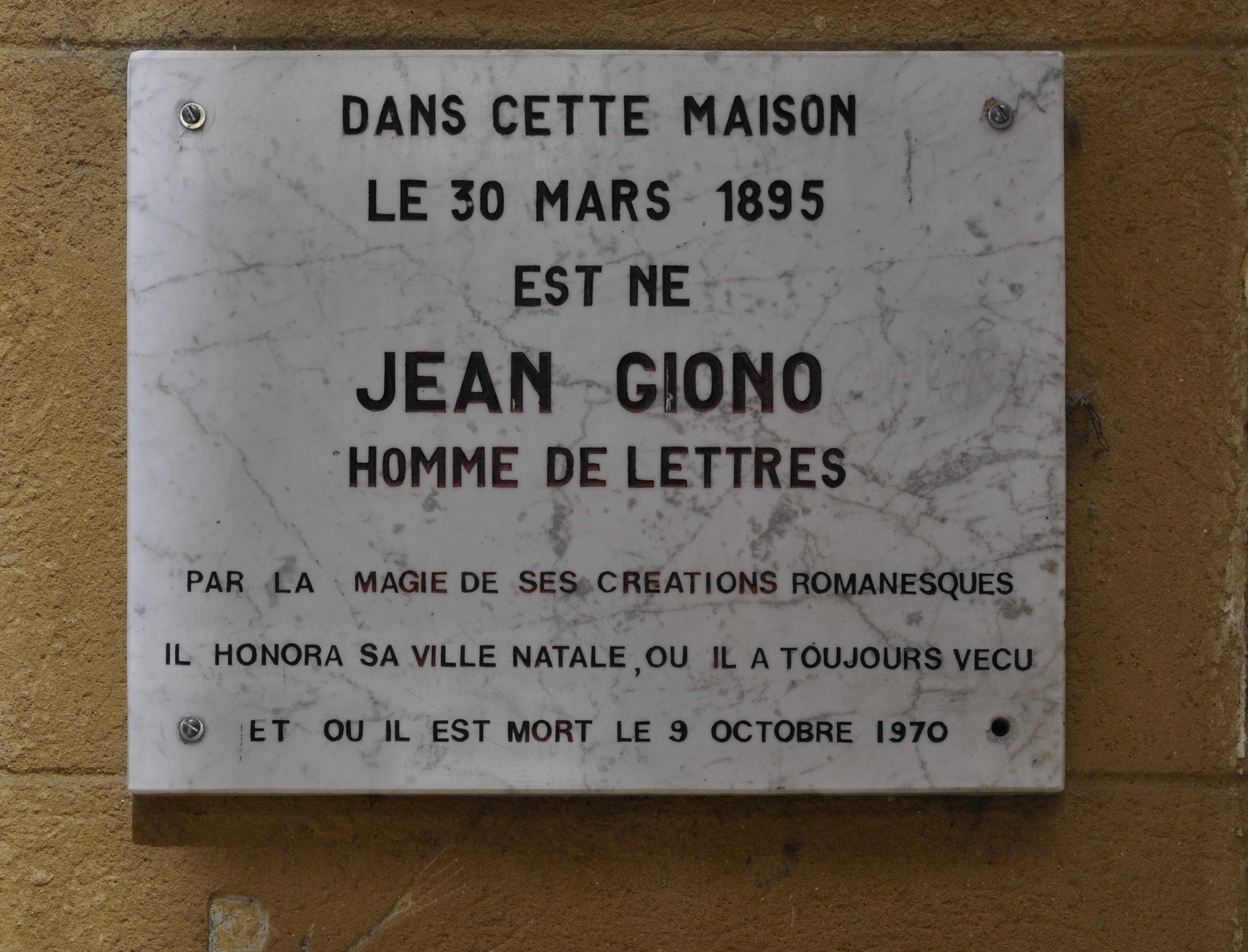
Plaque commémorative de Jean Giono à Manosque.

Le texte peut aussi avoir un sens biblique, que rappelle le prénom d'« Elzéard », provenant d'« Eléazard » qui signifie « secours de Dieu ». Le texte insiste beaucoup sur la dimension prophétique, à travers l'évocation de Dieu lui-même et du pays de Canaan. Cette dimension passe également par la symbolique des chiffres, liée aux plantations d'arbres.
On peut aussi voir dans ce texte, selon Jacques Chabot, l'« apologie de l'entrepreneur privé, capitaliste et individualiste, contre l'État ». La délégation administrative qui visite la forêt est en effet montrée comme incapable de saisir la portée d'une telle action individuelle entreprise par Elzéard. Toutefois, Jacques Chabot dénonce la récupération de ce récit, qui a « transformé en porte-drapeau idéologique » son personnage et qui « risque fort de galvauder la vaste mythologie gionienne réduite à la dimension d'un clip publicitaire ». Ainsi, l'optimisme de ce récit masque la réalité des œuvres de Giono qui « n'est pas un brave homme qui aimait la nature, et moins encore un porte-parole actuel des écologistes mais il est le poète de Pan. Il n'est pas vert comme les pâturages et sa couleur est celle du chaos ». Selon lui, résumer la nouvelle à un message écologiste est un contre-sens.

### Message écologiste
La nouvelle met surtout l'accent sur l'aspect écologique de l'œuvre de Giono selon Pierre Citron. En dépit d'une critique portant sur l'incapacité des administrations à régenter les espaces naturels, la nouvelle est un appel à la sauvegarde du patrimoine écologique. L'action d'Elzéard Bouffier annonce ainsi, point par point, les fondamentaux du développement durable, qui sont cependant décrits bien après la publication de la nouvelle.
Les mouvements environnementaux en ont fait un modèle de conscience écologique alors que Giono ne revendique à aucun moment dans son œuvre une telle sensibilité politique. Ainsi, plusieurs opérations de reforestation, notamment en Provence et au Canada, y font référence.
En France, l'ONF profite de la notoriété de la nouvelle pour le "Projet Giono" qui, initié en 2011, aide à la migration assistée des essences d'arbres vers le nord, en raison des contraintes du réchauffement climatique. Le lieu principal de plantation - la forêt de Verdun - est un lieu symboliquement fort car Giono y a connu la guerre, source de son pacifisme,.
D'autres opérations de plantation à grande échelle, sans s'inspirer de la nouvelle de Giono, y font écho. Ainsi, Abdul Kareem a créé en Inde une forêt « sortie de nulle part » selon ses termes, sur une période de 19 ans, en utilisant la même méthode qu'Elzéard Bouffier. Une organisation nommée Trees for the Future a aidé plus de 170 000 familles, dans 6 800 villages d'Asie, d'Afrique et d'Amérique à planter des arbres, estimés à plus de 35 millions. Wangari Maathai, prix Nobel de 2004, a fondé le Mouvement de la ceinture vertequi a pour objectif de planter plus de 30 millions d'arbres pour restaurer l'environnement du Kenya. Marthinus Daneel, professeur d'études africaines de l'université de Boston, a fondé le « Zimbabwean Institute of Religious Research and Ecological Conservation », qui travaille en coopération avec les églises locales pour replanter des arbres au Zimbabwe. Bhausaheb Thorat a planté 45 millions de graines à la suite de la lecture du récit de Giono. Il a créé le « Dandakaranya Abhiyaan » en juin 2006 à Sangamner (Maharashtra, Inde) afin de démocratiser cette pratique.
D'autre part, le Programme des Nations unies pour l'environnement (« UNEP ») s'en est inspiré dans sa campagne intitulée « A Billion Tree Campaign » qui a permis de planter 45 millions de graines à travers le monde.
Enfin, l'action de Donald Leigh Chapple, qui a consacré les douze dernières années de sa vie à la reforestation de la colline côtière de la baie de Matiatia sur l'île Waiheke (océan Pacifique) semble s'inspirer de celle d'Elzéard Bouffier.

## Adaptation en film d'animation
La nouvelle de Giono a donné lieu à un film d'animation de 34 min. intitulé également L'Homme qui plantait des arbres, réalisé par l'illustrateur canadien Frédéric Back en 1987 pour Radio-Canada. Le texte de Giono est narré par Philippe Noiret. Frédéric Back a procuré aux animations une intensité qui a ensuite fait la renommée du film, notamment pour l'impression de mouvement continu sur toute la durée de l'histoire. Le graphisme pourrait être inspiré de Claude Monet, Marc Chagall et Léonard de Vinci (en ce qui concerne les gros plans sur le visage d'Elzéard Bouffier).
Sa portée écologiste est souvent citée. L'homme qui plantait des arbres a en effet suscité partout sur la planète des mouvements spontanés pour planter des arbres. Frédéric Back participe personnellement à la défense des animaux et de la nature. Membre fondateur de la Société pour vaincre la pollution et de la Société québécoise pour la défense des animaux, il utilise ses films d'animation, notamment la renommée internationale de L'Homme qui plantait des arbres, pour promouvoir l'action écologiste. Inspiré par la nouvelle, il a lui-même replanté une petite forêt au Canada, à Huberdeau, qu'il a dédiée à Jean Giono. Il participe, à ce titre, régulièrement au projet « Forêt-Québec » destiné à replanter les forêts boréales.

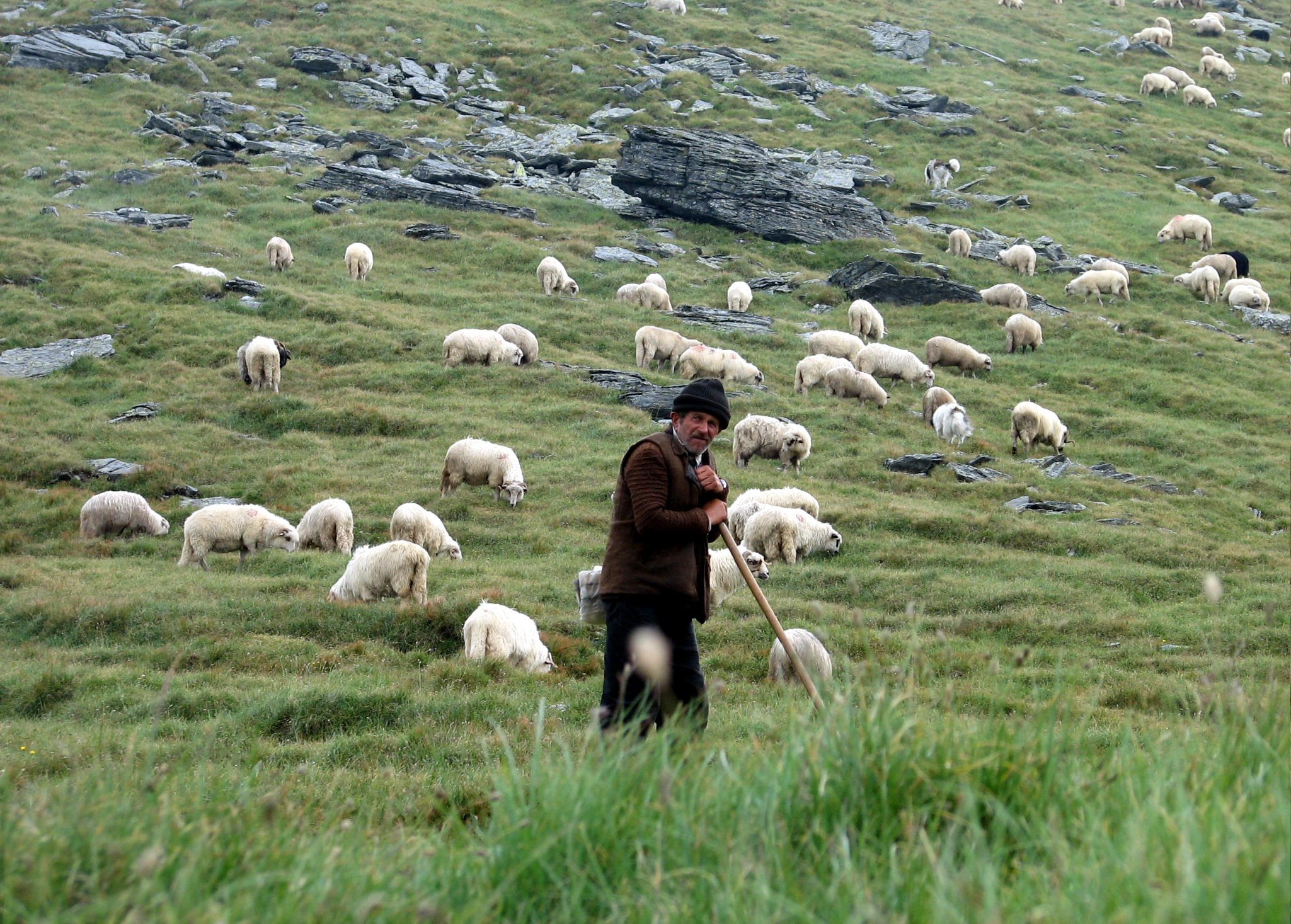
La figure du berger solitaire est une parabole qui permet à Giono de célébrer les qualités de patience et de force de travail.

Le film a reçu près de quarante prix parmi lesquels l'Oscar du « meilleur film d'animation » et le Grand Prix du Festival international du film d'animation d'Annecy, dès l'année de sa sortie, en 1987. Un livre illustré par Frédéric Back, où l'on retrouve les peintures de son film, a également été édité par Gallimard Lacombe pour Les Entreprises Radio-Canada. Il existe également un double DVD contenant des entretiens avec Jean Giono et Frédéric Back. En 2003, trois films de Frédéric Back sont sélectionnés au Best 150 World and Japanese animation films produced in the 20th century, à Tokyo, au Japon, dont L'Homme qui plantait des arbres, qui obtient le 4e rang.

## Exploitation pédagogique de la nouvelle et du film
L'œuvre de Giono est inscrite dans la liste recommandée par le ministère de l'Éducation nationale français, pour le cycle 3 (8 ans), depuis 2002. À ce titre, une édition a été élaborée, chez Gallimard jeunesse. Sur le plan littéraire, l'étude de la nouvelle présente des difficultés de compréhension dues à un vocabulaire riche et à une syntaxe éloignée de celle rencontrée plus fréquemment par les élèves. Cependant, elle permet d'aborder les notions de citoyenneté, d'écologie et de développement durable. Il est également envisageable de faire produire des écrits aux élèves sur la base de la question à l'origine de la nouvelle (« quel est le personnage le plus extraordinaire que vous avez rencontré ? »). Enfin, des prolongements en biologie (comme étudier les différentes espèces d'arbres évoquées), ou en géographie, sont possibles.
En 2016, le travail d'une école maternelle d'Auzances (Creuse) a donné lieu à la réalisation par une artiste d'Évaux-les-Bains d'un film d'animation d'une vingtaine de minutes, qui a été présenté au centre culturel et littéraire Jean Giono de Manosque.
En complément de l’adaptation cinématographique, l’association suisse genevoise Mamafele développe depuis 2012 une version théâtrale de L’Homme qui plantait des arbres, fondée sur un langage visuel mêlant mime, musique live et objets poétiques. Cette adaptation, conçue pour être entièrement muette et aisément transportable (tout le matériel tient dans cinq caisses totalisant environ 120 kg), est interprétée par Markus Schmid (acteur de théâtre de mouvement et d’objet formé auprès de Marcel Marceau) et accompagnée d’une musique originale du chanteur, musicien et compositeur Mourah. Présenté dans de nombreux pays en développement d’Amérique du Sud, d’Afrique, d’Asie et d’Europe, le spectacle a dépassé les 400 représentations, notamment dans des écoles et des communautés locales, dans le cadre d’actions éducatives portées par Mamafele,.

### Sources utilisées
- (fr) Jean Giono, Œuvres romanesques complètes : L'Homme qui plantait des arbres, vol. V, Paris, Gallimard, 1980, p. 754-767

1. 1 2  p. 757.
2. ↑  p. 758.
3. ↑  p. 759.
4. ↑  p. 760.
5. 1 2 3 4  p. 762.
6. ↑  p. 764.
7. ↑  p. 766.
8. ↑  p. 767.
9. 1 2  p. 763.

- (fr) Jacques Chabot, « L'Homme qui hantait les arbres », Giono beau fixe, Presses universitaires de Provence,‎ 1992, p. 17-62

1. 1 2  p. 23.
2. ↑  p. 21.
3. 1 2  p. 22.
4. 1 2  p. 25.
5. ↑  Le mythe d'Elzéard est une « régression » par rapport au roman Regain, p. 23.
6. ↑  p. 29-30.
7. ↑  p. 47.
8. 1 2  p. 28.
9. ↑  p. 18.
10. ↑  p. 24.
11. ↑  p. 26.
12. ↑  p. 19.
13. ↑  p. 17.

- (fr) Jean Giono, « Notice de L'Homme qui plantait des arbres par Pierre Citron », Œuvres romanesques complètes, Paris, Gallimard, vol. V,‎ 1980, p. 1402-1412

1. 1 2  p. 1405.
2. 1 2 3  p. 1406.
3. ↑  p. 1402.
4. 1 2  p. 1407.
5. ↑  Rien ne permet d'affirmer que Giono ait pu accepter ce titre, choisi par la rédaction de Vogue, p. 1407.
6. 1 2 3  Lettre au Conservateur des Eaux et Forêts de Digne, monsieur Valdeyron, 25 ou 26 mai 1957, p. 1408. Reproduction de la lettre en fac-similé, sur le site de la librairie ancienne Norbert Darreau ; également reproduite dans le bulletin de l'association des amis de Jean Giono  (ISSN 1164-6632), no 5, printemps-été 1975, et dans L'Homme qui plantait des arbres, portfolio de trois eaux-fortes et aquatintes de Jean-Michel Folon, Éditions François Bénichou, 1982.
7. 1 2  p. 1408.
8. 1 2 3 4 5  p. 1409.
9. ↑  Pierre Citron note que la fin de la nouvelle a été, dans cette version de propagande religieuse, modifiée. Le berger se voit ainsi attribuer une pension de retraite par le gouvernement pour son action positive, p. 1409.
10. 1 2 3  p. 1403.
11. ↑  p. 1408-1409.
12. ↑  p. 1404-1405.
13. ↑  Giono insiste sur la gratuité de ces glands et des « cannes à bout ferré » utilisées pour les planter, p. 1403.
14. ↑  « On n'arrête pas un mythe en marche », p. 1409.

- (fr) Pierre Citron, « L'affaire Bouffier », Obliques, Presses des Baronnies,‎ 1992, p. 8-9extrait de Pierre Citron, Giono (1895-1970), éd. Le Seuil, 1997

1. ↑  p. 8.
2. ↑  Néanmoins, note Pierre Citron, les motifs des fleurs et des paons, de la ferme aussi, se retrouvent dans d'autres récits de Giono, dans Que ma joie demeure, Triomphe de la vie et Deux cavaliers de l'orage, p. 8
3. 1 2 3 4  p. 9.
4. ↑  « Elle prouve à nouveau que Giono émerge de son pessimisme des années 1946 à 1950 » poursuit Pierre Citron, p. 9.

- (fr) Danièle Henky, Recherches en littérature et spiritualité : Giono, Bosco, Le Clézio, maîtres d'école buissonnière, vol. 5, Peter Lang, 2004 (ISBN 3-03910-236-2), p. 5

1. ↑  p. 5.
2. ↑  p. 79.
3. ↑  p. 66.
4. ↑  p. 67-69.
5. ↑  p. 74-75.
6. ↑  p. 72.

### Autres notes et références
1. ↑  « C'est le plus grand magazine américain du monde [...] qui m'a demandé de parler de lui. En me posant la question, comme à plusieurs : « Quel est l'homme le plus extraordinaire que vous ayez connu ? » » (Propos de Jean Giono à Maximilien Vox).
2. ↑  « Sans réponse du journal, au bout de six mois, survient à Manosque un envoyé spécial accompagné de reporters, de caméras, de micros... comme pour un roi. (…) Sans rien vouloir entendre, le délégué s'est plongé dans les anciens registres de l'hôpital de Banon. Enfin, ô joie, un Bouffier ! C'est un nom du pays ; hélas, il se prénommait Paul. » (Propos de Jean Giono à Maximilien Vox).
3. 1 2  Pierre Citron, Giono, Paris, Seuil, coll. « Écrivains de toujours », 1995, p. 152.
4. ↑  Propos de Jean Giono à Maximilien Vox.
5. ↑  Meny, Jacques, « Jean Giono, la passion des arbres », Revue des deux mondes,‎ avril 2020.
6. ↑  « C'est un berger du Contadour : un berger qui a une idée. Toute sa vie, il a ses poches pleines de glands ; il marche sans cesse et, partout où il s'arrête, il plante sa canne ferrée dans le sol — pic ! il se baisse et il enfouit un gland. Plac ! Il donne dessus un coup de talon, et hop ! il continue plus loin. Toute sa vie. Elzéar. » (Propos de Jean Giono à Maximilien Vox).
7. ↑  Pierre Citron, Giono, Éditions du Seuil, 1990, p. 487-488.
8. ↑  Jean Giono, Prélude de Pan, Paris, Gallimard, coll. « Folio » (no 330), 2005, p. 67-86.
9. ↑  Christian Morzewski, La Lampe et la plaie : Le Mythe du guérisseur dans Jean le bleu de Giono, Villeneuve d'Ascq, Presses universitaires du Septentrion, coll. « Textes et perspectives », 1995, 218 p. (ISBN 2-85939-483-4, lire en ligne), p. 174-175.
10. ↑  Jean-Pierre Jossua, Pour une histoire religieuse de l'expérience littéraire, vol. 3 : Dieu aux XIXe et XXe siècles, Paris, Éditions Beauchesne, 1994, 306 p., chap. X-III (« Cette terre panique. Le premier Giono »), p. 240. Jean-Pierre Jossua précise que cette nouvelle conception s'exprime dès Jean le Bleu en 1932 puis dans Le Chant du monde.
11. ↑  Anne Machu-Antoine, « Fonction et signification de l'arbre dans Un roi sans divertissement », L'Information littéraire,‎ janvier-février 1978, p. 17.
12. ↑  Le Petit Garçon qui avait envie d'espace, Gallimard, coll. « Folio cadet rouge » (no 317), 1995  (ISBN 2-07-059084-4).
13. ↑  L'Office national des forêts a été créé en 1967 pour succéder à l'ancienne administration des Eaux et Forêts.
14. 1 2 3  Jacques Dufresne, « L'Homme qui plantait des arbres. Dossier Frédéric Back », sur L'Encyclopédie de l'Agora, 2006 (consulté le 8 août 2010).
15. ↑  Marcel Neveux, « Le mythe d'Elzéar Bouffier », revue Jean Giono, no 37,‎ juin 1992.
16. ↑  « À l'hospice de Banon, enfin, il meurt du cœur. Cercueil en cœur de chêne. » (Propos de Jean Giono à Maximilien Vox).
17. ↑  La lecture biblique est récurrente chez Giono, à travers les références littéraires, les syntaxes de phrases, les cadences musicales ou les figures d'analogie, in Sylvie Vignes, Giono et le travail des sensations : un barrage contre le vide, Saint-Genouph, Librairie Nizet, 1998, 299 p., p. 21.
18. ↑  Andrée Corvol, Paul Arnould et Micheline Hotyat, La forêt : Perceptions et représentations, L'Harmattan, coll. « Alternatives rurales », 1997, 401 p. (ISBN 2-7384-5352-X), p. 87.
19. ↑  (en) Sonia Jayne Stephen, « The Man Who Planted Trees : Sustainable Development? », Institute of Environmental Management and Assessment,‎ 16 septembre 2008 (lire en ligne [PDF]).
20. ↑  Colette Trout et Derk Visser, Jean Giono, vol. 44, Amsterdam, Rodopi, coll. « Collection monographique Rodopi en littérature française contemporaine », 2006, 156 p. (ISBN 90-420-2029-6, lire en ligne), p. 40.
21. ↑  « Changement climatique : le projet Giono expérimente la migration assistée des arbres » , sur onf.fr, 16 avril 2019 (consulté le 2 novembre 2024)
22. ↑  Angela Bolis, « Dernière chance pour la biodiversité » Les arbres de Verdun, déplacés pour le climat », sur le monde.fr, 26 juillet 2016 (consulté le 2 novembre 2024)
23. ↑  (en) Roxanne O'Connell, « Jean Giono : The man who planted trees, 20th anniversary edition », Reason and Respect, Chelsea Green Publishing Company, vol. 3, no 1,‎ 2007 (lire en ligne [PDF]).
24. ↑  (en) « Abdul Kareem: a seed sent from heaven », sur goodnewsindia.com, octobre 2002 (consulté le 23 août 2010).
25. ↑  (en) « Site officiel de l'association Trees for the Future » (consulté le 23 août 2010).
26. ↑  (en) « The Greenbelt Movement », sur Site officiel de la Fondation (consulté le 23 août 2010).
27. ↑  (en) « UNEP Billion Tree Campaign », sur Site officiel du Programme des Nations unies pour l'environnement (consulté le 23 août 2010).
28. ↑  Andrée Mathieu, « Don Chapple, l'homme qui plantait des arbres... sur l'île de Waiheke (Dossier : Développement durable) », sur L'Encyclopédie de L'Agora, 20 mai 2006 (consulté le 27 août 2010).
29. 1 2 3  « Parcours de Frédéric Back » [PDF], sur Parole citoyenne (consulté le 23 août 2010).
30. ↑  « L'Homme qui plantait des arbres », sur Arte.tv, 9 juin 2006 (consulté le 23 août 2010).
31. ↑  « Fiche pédagogique de L'homme qui plantait des arbres » [PDF], sur Cercle Gallimard de l'enseignement (consulté le 23 août 2010).
32. ↑  Lien vers le film d’animation
33. ↑  « Théâtre visuel », site officiel Mamafele, page décrivant *L’Homme qui plantait des arbres*, spectacle non verbal, transportable, diffusé internationalement.
34. ↑  « Une famille genevoise s’offre une tournée mondiale », *Tribune de Genève*, 19 décembre 2014 – reportage sur Markus Schmid, le spectacle en cinq caisses de 120 kg, et plus de 400 représentations internationales.